# ارمیاس پلسک
ارمیاس پلسک (نام علمی: Eremias pleskei) نام گونه‌ای از سرده ارمیاس است.